# Рейнштадион
«Рейнштадион» (нем. Rheinstadion) — бывший многофункциональный стадион в Дюссельдорфе, который был расположен недалеко от берега Рейна. В основном использовался для проведения матчей по футболу и американскому футболу, а также легкоатлетических соревнований. В 2002 году был снесён и на его месте построен новый стадион.

## История

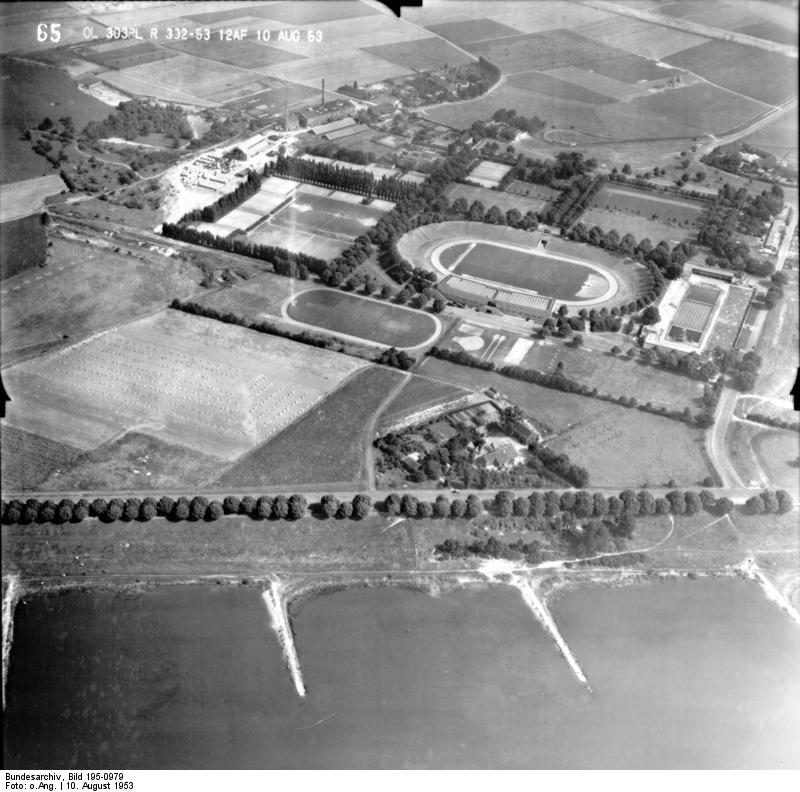
Рейнштадион с высоты птичьего полёта (1953)

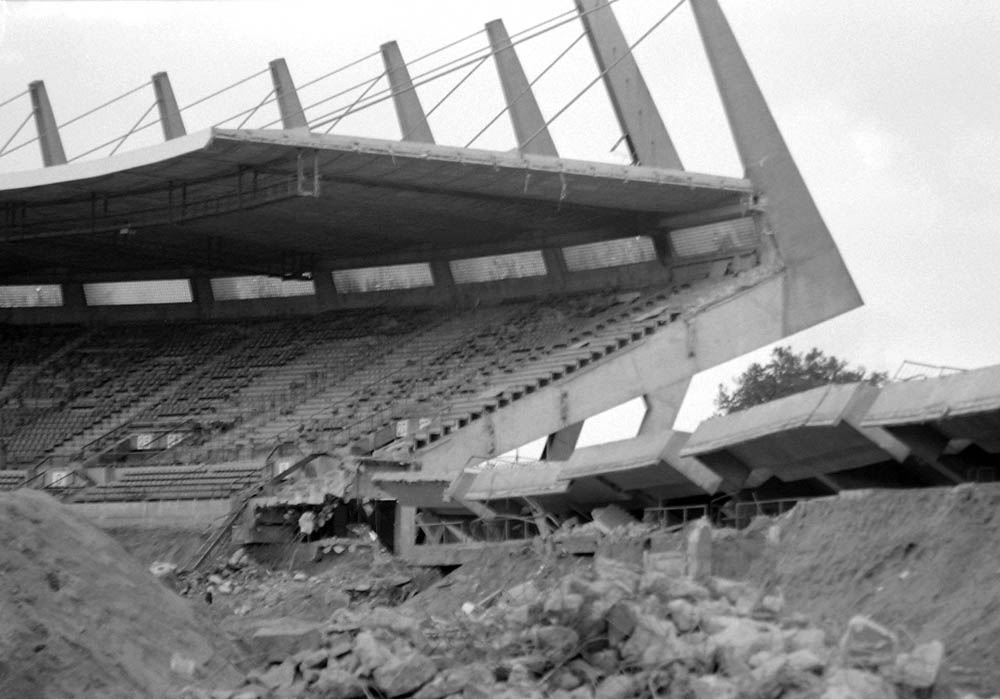
Рейнштадион во время сноса

### Первый этап (1925—1968)
Планирование строительства большого спортивного объекта на севере Дюссельдорфа началось еще до Первой мировой войны. В то время берлинский архитектор Йоханнес Зайфферт представил проект в виде подковы с прикреплённым бассейном. Но только в 1920-х годах планы, разработанные архитектором Хансом Фрезе, были реализованы. Общая стоимость строительства спортсооружения составила 1 240 000 рейхсмарок. Стадион был окружён рядом других спортивных объектов, таких как плавательный бассейн и велотрек. Сооружения, маршруты и логистика считались образцовыми. Также отмечалась архитектурная гармония стадиона и бассейна, а также удачное размещение объектов в ландшафте Нижнего Рейна. Вместимость стадиона составляла 42 500 мест.
Окончательно все объекты были введены в эксплуатацию в 1925 году. В сентябре того года регион, освобождённый месяцем ранее, посетил рейхспрезидент Пауль фон Гинденбург и произнёс патриотическую речь для 50 000 человек, собравшихся на Рейнштадионе, в честь окончания французской оккупации. Данные празднования можно считать «неофициальной инаугурацией стадиона». Официальным же открытием стал футбольный матч между сборными Германии и Нидерландов, состоявшийся 18 апреля 1926 года. «Хозяева» при переполненных трибунах одержали верх со счётом 4:2. Спустя 30 лет голландцы взяли реванш на этом стадионе.

### Второй этап (1968—2002)
Рейнштадион был выбран одним из девяти стадионов для проведения Чемпионата мира по футболу 1974. В связи с этим стадион был значительно перестроен и модернизирован в 1968—1975 годах. На его реконструкцию ушло 46,3 миллиона марок. Вместимость была расширена до 68 000 мест.
Проект нового стадиона был разработан Фридрихом Таммсом и Эрвином Бейером.
На стадионе появились прожекторы с четырьмя 48-метровыми мачтами и новый газон с эффективной дренажной системой, позволявшей комфортно играть даже во время дождя.
К Кубку мира по лёгкой атлетике 1977 были переработаны беговые дорожки и снабжены пластиковым покрытием. А также за 11 миллионов марок был построен легкоатлетический манеж.
Постепенно в связи различными модификациями вместимость стадиона сократилась до 55 850 мест.

### Принятие решения о сносе стадиона
В ходе немецкой заявки на проведение Чемпионата мира по футболу 2006 руководство города планировало подать заявку в Немецкий футбольный союз в качестве использования Рейнштадиона как место проведения. Для этого были созданы планы по реконструкции стадиона. Они предусматривали закрытие южной трибуны и крыши, которая была открыта для нижнего яруса. Кроме того, крыша внутри стадиона должна была быть расширена, чтобы сделать большее количество мест, защищёнными от осадков.
После победы немецкой заявки город изменил стратегию относительно места проведения матчей. В результате тендера было принято решение о сносе Рейнштадиона и строительства на его месте нового большого спортивного объекта.

### Снос
Последний футбольный матч на стадионе был проведён 3 марта 2002 года, когда «Фортуна» разошлась миром с эссенским «Рот-Вайссом» со счётом 1:1. Последним спортивным событием на стадионе был матч World Bowl в рамках NFL Europe между местной командой «Рейн Файр» и «Берлин Тандер», состоявшийся 22 июня 2002 года. За игрой и зрелищной шоу-программой наблюдали 53 109 зрителей. «Хозяева» к огорчению местной публики потерпели поражение со счётом 20:26.
С 12 сентября по 6 ноября 2002 года был произведён снос стадиона 2 взрывами. Однако многие части бывшего спортивного парка были расширены и использованы для других целей.
Снимки взрывов были использованы в одном из эпизодов сериала «Спецотряд «Кобра 11»».
Немного севернее прежнего местоположения вскоре был возведён новый стадион.

## Значимые события
- Чемпионат мира по футболу 1974
- Чемпионат Европы по футболу 1988
- Финал Кубка УЕФА 1975
- Финал Кубка УЕФА 1979
- Финал Кубка обладателей кубков УЕФА 1981
- Кубок мира по лёгкой атлетике 1977